# Anwesenheitsschutz
Als Anwesenheitsschutz werden Vorrichtungen an und in einem Haus bezeichnet, die dessen Bewohner(n) helfen zu entscheiden, ob sie eine Person einlassen möchten oder nicht. Anwesenheitsschutz wird abgegrenzt von Einbruchschutz, Vorrichtungen, die vor unbemerktem Einbruch schützen.
Unter Anwesenheitsschutz fallen unter anderem:
- Türspion
- Sperrbügel oder Türkette
- Gegensprechanlage

Alle genannten Beispiele dienen der rechtzeitigen Erkennung von unerwünschtem Besuch. Während Türspion und Gegensprechanlage lediglich helfen, einen Besucher zu beurteilen oder zu identifizieren, ermöglicht die Türkette auch den Austausch von Dokumenten (z. B. Ausweispapiere) ohne die Tür vollständig öffnen zu müssen. In Bezug auf die Stabilität kann eine Türkette mit dem massiven Sperrbügel eines Zusatz- oder Querriegelschlosses nicht mithalten. Insbesondere dann, wenn das Kastenschloss oder der Querriegel ordentlich befestigt sind, ist ein gewaltsames Öffnen der Tür, beispielsweise durch Tritte, extrem mühsam, was bei Türketten selten der Fall ist.